# 近藤雄介 (俳優)
近藤 雄介（こんどう ゆうすけ、1992年10月11日 - ）は、日本の俳優、声優、タレント。大分県出身。アリゲーター所属。

## 略歴
大分県立情報科学高等学校、東京国際大学卒業。
当初はテレビ番組や舞台にて俳優として活躍していたが、2018年10月1日よりクロコダイルに所属し、声優・タレントとしての活動も開始した。
2019年12月1日、クロコダイルの関連会社であるアリゲーターに移籍。クロコダイルとは業務提携として活動を継続し、俳優と声優を兼業し続ける。

## 人物
趣味としてトレーニング、ゴルフをそれぞれ挙げている。特技として野球、アクションをそれぞれ挙げている。高校・大学時代には野球部の主将を務めていた。

## 出演
太字はメインキャラクター。

### テレビドラマ
- アイシー ～瞬間記憶捜査・柊班～ 第4話（2025年、フジテレビ）
- 社内処刑人〜彼女は敵を消していく〜 第3話（2024年5月3日、関西テレビ）
- 推しを召し上がれ〜広報ガールのまろやかな日々〜（2024年、テレビ東京）- 乳酸菌 役
- フクロウと呼ばれた男（2024年、STAR）
- 院内警察（2024年、フジテレビ）- 岡山健 役
- 心霊内科医 稲生知性（2023年、フジテレビ） - 山本芳樹 役
- 古書堂ものがたり（2023年、ひかりTV） - 九条隆太郎 役
- Dr.チョコレート 第1話・第4話（2023年、日本テレビ） - ホスト 役
- クールドジ男子 第10話（2023年、テレビ東京） - 藤田洸平 役
- この素晴らしき世界 第3話（2023年、フジテレビ） - 水森涼太 役
- 泥濘の食卓（2023年、テレビ朝日）- 黒田 役
- さらば、佳き日（2023年、テレビ東京）- 黒田友則 役
- わたしのお嫁くん（2023年、フジテレビ）
- ハイエナ（2023年、テレビ東京）
- 好感度上昇サプリ（2023年、テレビ東京）- 前原 役
- 湯上がりスケッチ（2022年、ひかりTV）ｰ 伊原大地 役
- 黙食女子（2022年、ひかりTV）ｰ 中村 役
- AKB48の歌（2022年、ひかりTV）
- グッドモーニング、眠れる獅子（2022年、ひかりTV）ｰ 園田紀明 役
- ラブシェアリング（2022年、ひかりTV）ｰ 室田謙信 役
- まったり!赤胴鈴之助（2022年、BSテレ東・テレビ大阪）ｰ 鬼場津 役
- やんごとなき一族（2022年、フジテレビ）ｰ 神宮寺達也 役
- テッパチ!（2022年、フジテレビ）
- 日本統一 北海道編（2022年、UHB北海道文化放送） - 山本ただし 役
- 警視庁考察一課（2022年、テレビ東京） - 東伊吹 役
- 祈りのカルテ（2022年、日本テレビ） - 松井蒼太 役
- ボーダレス（2021年、ひかりTV） - 安藤雄太 役
- 世にも奇妙な物語（2021年、フジテレビ） - 本田浩二 役
- アンラッキーガール!（2021年、日本テレビ） - 刑事 役
- 西荻窪 三ツ星洋酒堂（2021年、毎日放送）
- プロミス・シンデレラ（2021年、TBSテレビ）
- 猿に会う（2020年、dTV）
- おかしな刑事25（2020年、テレビ朝日） - 星崎奏 役
- 死亡フラグが立ちました!（2019年、関西テレビ） - 漆原 役

### 映画
- 鬼ベラシ（2025年公開予定）[8]
- けっこい盆栽（2024年）- 松本潤一 役
- 生きててごめんなさい（2023年）- 草間 役
- ガールズドライブ（2023年）[9]
- 魔女の香水（2023年）
- THEATERS（2023年）- 石田貴俊 役
- ホラーちゃんねる 事故物件（2022年）- 高山トオル 役
- ある用務員（2021年） - 龍ヶ崎翔太 役[10]
- ショコラの魔法（2021年） - 記者 役
- 未成仏百物語（2021年） - 時任 役
- さんかく窓の外側は夜（2021年）
- 癒しのこころみ〜自分を好きになる方法〜（2020年） - 里中康太 役[11]
- 東京ワイン会ピープル（2019年） - 富岡 役[12]
- 恐怖人形（2019年） - 徹 役[13]

### 配信
- 死ぬほど愛して（2025年、ABEMA）
- 飛鳥クリニックは今日も雨（2025年、Lemino）

- 一瞬の恋（2022年、Amazonプライム）ｰ 渡辺岳人 役
- チャンネル登録お願いします!（2022年、paravi）ｰ 西川晴男 役
- 探偵が早すぎる 春のトリック返し祭り（2022年、Hulu）ｰ 小山英和 役
- グッドモーニング、眠れる獅子（2022年、ひかりTV） - 園田紀明 役
- シェアハウス（2020年） - 木内健太 役

### 舞台
- 「ロンド」（2018年4月20日 - 21日、大塚ドリームシアター）- 主演・園田真一 役
- 大塚ドリームSHOW番外公演「Letters」（2018年9月15日 - 17日、大塚ドリームシアター）
- ABsun公演
  - 「キャッシュ オン デリバリー 〜Cash On Delivery〜」（2016年10月26日 - 30日、キンケロ・シアター） - ドクター・チャップマン 役
  - 「トムとディックとハリー」（2017年11月2日 - 5日、中目黒キンケロ・シアター） -  ダウンズ巡査 役
  - 「パパ・アイ・ラブ・ユー」（2018年10月25日 - 28日、シアター・ブラッツ）[14] -  コノリー巡査部長 役
  - 「RUN FOR YOUR WIFE」（2019年4月10日 - 15日、シアターブラッツ / 2019年4月28日・29日、ホルトホール大分） - 主演・ジョン・スミス 役[15]
- ULTRAMAN DARKNESS HEELS
  - 「DARKNESS HEELS -THE LIVE-」（2019年9月18日 - 23日、シアター1010） - O-50 ロンメル 役[16]
  - 「DARKNESS HEELS〜THE LIVE〜SHINKA」（2019年12月5日 - 15日、CBGKシブゲキ!!） - O-50 ロンメル 役
- 「フラガール - dance for smile –」（2021年4月3日 - 12日、シアターコクーン / 2022年5月14日 - 23日、新国立劇場 中劇場 / 2025年5月22日 - 6月2日、新国立劇場 中劇場）[17]
- 修羅雪姫
  - 「修羅雪姫」（2021年11月19日 - 21日、CBGKシブゲキ!!） - 辰 役[18]
  - 「修羅雪姫 - 復活祭50th - 修羅雪と八人の悪党」（2022年3月18日 - 27日、紀伊國屋ホール）- 辰 役[19]

### テレビアニメ
2019年
- ゾイドワイルド（Zボーイズ）
- うちの娘の為ならば、俺はもしかしたら魔王も倒せるかもしれない。（盗賊）

2020年
- 理系が恋に落ちたので証明してみた。（2020年 - 2022年、力士、リーマン、雄一、加納星柔志） - 2シリーズ
- 22/7（吉坂）
- 邪神ちゃんドロップキック'（中国人、男A）
- 富豪刑事 Balance:UNLIMITED（ヤクザ、男）
- 戦翼のシグルドリーヴァ（パイロット）
- かえるのピクルス - きもちのいろ -（男性）
- 魔王城でおやすみ（囚人C）

2021年
- シャドウバース（伝令兵）
- 恋と呼ぶには気持ち悪い（男子A、男性B）
- MUTEKING THE Dancing HERO（店員）

2022年
- ヒロインたるもの!〜嫌われヒロインと内緒のお仕事〜（店長、体育祭実行委員）

2023年
- 僕らの雨いろプロトコル（ユルッキ、男性客）

### 劇場アニメ
- BLUE GIANT（2023年、宮本雅之）
- 竜とそばかすの姫（2021年）
- キミだけにモテたいんだ。（2019年、月ヶ原悠仙）
- サンタ・カンパニー 〜クリスマスの秘密〜（2019年、ニコラ[20]）
- ぼくらの7日間戦争（2019年、男子2）

### ゲーム
2018年
- 成り上がり〜俺の戦国（立花宗茂）

2019年
- 天地の如く 〜激乱の三国志〜（沙摩柯）
- ソフィアコネクタ（エドガー、ヘント、カレル）
- アルカ・ラスト 終わる世界と歌姫の果実（アンゼルム）
- 獅子の如く〜戦国覇王戦記〜（大内義隆、長宗我部国親、小笠原長棟、有馬晴純）
- イースIX -Monstrum NOX-（フェリクス）
- クリティカ・レボリューション KRITIKA Revolution（ヨウダン）

2020年
- 逆転オセロニア（剛揮）

2021年
- 英雄伝説 黎の軌跡（運転手ジョルダーノ 他）

### BLCD
- 30歳まで童貞だと魔法使いになれるらしい（2019年、男性社員）

### 吹き替え

#### 映画
- ウォーキング・アウト（英語版）（デヴィッド〈ジョッシュ・ウィッジンズ（英語版）〉）
- エルフと不思議な猫（ロシア語版）（クージャ）
- エンド・オブ・ナイトメア（アントン）
- クラウンタウン
- 36リミット
- ソウル・コンタクト（アントン）
- ダイナソーX
- デジャブ (2018年の映画)（朝鮮語版）（インテ）
- ドント・スリープ（英語版）（リチャード・ソマーズ）
- 呪いの怨恨 エコーズ・オブ・フィアー（ブランドン）
- 百万長者と結婚する方法
- ボア（ブルー）
- マジック・ワールド ビーストと闇の支配者（ドイツ語版）（フェイの父）
- ラン・アウェイ 香港脱出（中国語版）（ロン〈マイケル・ニン〉）

#### アニメ
- ダイナソー
- ディリリとパリの時間旅行（パブロ・ピカソ）
- トイズ&ペット みんなで未来へ大冒険（ピギー[23]）
- ビッグ・ウィッシュ 魔法に願いを（ペドロ）
- 齢5000年の草食ドラゴン、いわれなき邪竜認定（暗明狼、村人B、指揮兵士）
- リトル・パイレーツ（サーベルタイガー船長）

### その他テレビ番組
- 花田虎上のチバテレ!YAGURA（千葉テレビ放送）
- 日曜日の初耳学（毎日放送）

### ラジオ番組
※はインターネット配信
- 近藤雄介と大石歩佳のらじぽっ！（2019年、超!A&G+※）[24]
- 近藤雄介と菊地燎の dream DANG!!（2020年 - 、超!A&G+※）[25]
- ゴルフ一刀両断（2021年 - 、InterFM897）
- 廣道純のNever GiveUP!!（2025年、OBSラジオ）

### ナレーション
- プロゴルファー横田夫妻のビジネスアプローチ！（千葉テレビ放送）

### CM
- アサヒビール アサヒスーパードライ「桜の下で、エール篇」
- ドン・キホーテ店内CM「亜塩素酸・除菌スプレー」
- 全日空商事「選べるe-GIFT」
- 山﨑金属工業「カレー賢人サクー」

### CD
- dreamDANG!～シチュエーションボイスCD』
- 僕らは必ずできるから

## ディスコグラフィ

### タイアップ曲
| 楽曲               | タイアップ                                                   | 時期   |
| ------------------ | ------------------------------------------------------------ | ------ |
| かざせかざせ未来を | 「近藤雄介と菊地燎のdream DANG!」内ユニット・dream DANG!! OP | 2020年 |
| ドタバタヒーロー   | 「近藤雄介と菊地燎のdream DANG!」内ユニット・dream DANG!! ED | 2020年 |

### シリーズ一覧
1. ↑  第1期（2020年）、第2期『r=1-sinθ』（2022年）